# إلياس المنكبي
إلياس المنكبي هو وزير مستشار لدى رئيس الحكومة هشام المشيشي، مكلف بالأمن والدفاع، بتاريخ 23 آفريل 2021. وقد شغل الياس المنكبي خطة رئيس مدير عام للخطوط التونسية في 30 ديسمبر 2016 وكان عقيد في جيش الطيران وقائد طائرة مقاتلة. توفي في 22 من شهر ماي 2022 ودفن بمسقط رأسه بمدينة باجة.
كان قبل الثورة، قائدا للقاعدة العسكرية بالعوينة وكان حاضرا بقوة خلال الأحداث الفاصلة بين 17 ديسمبر 2010 و 14 يناير 2011.